# Чалов Федір Миколайович
Фе́дір Микола́йович Ча́лов (рос. Фёдор Николаевич Чалов, нар. 10 квітня 1998, Москва, Росія) — російський футболіст, нападник клубу ЦСКА (Москва) та збірної Росії.

## Клубна кар'єра
Народився 10 квітня 1998 року в місті Москва. Вихованець футбольної школи клубу ЦСКА (Москва). З 2015 року став грати за молодіжну команду клубу. У 2015 році в матчі юнацьких команд 1998 року народження проти «Спартака» забив 5 голів.
За основну команду дебютував 21 вересня 2016 року в гостьовому матчі 1/16 Кубка Росії проти «Єнісея» (1:2), вийшовши на заміну на 76-й хвилині. 6 листопада дебютував у Прем'єр-лізі в матчі проти пермського «Амкара». 18 листопада 2016 року вперше вийшов у стартовому складі ЦСКА в матчі чемпіонату проти тульського «Арсеналу». 22 листопада 2016 дебютував у Лізі чемпіонів у матчі проти «Баєра 04». 3 грудня забив свій перший гол у професійній кар'єрі у ворота «Уралу» (4:0). Другий гол забив 21 квітня 2017 року у ворота «Уфи» (2:0). 6 травня відзначився переможним голом у ворота «Амкара» (2:0). 12 травня в матчі проти тульського «Арсеналу» (3:0) оформив перший дубль у кар'єрі. 21 травня забив у ворота «Анжі» (4:0), красиво перекинувши м'яч через воротаря.
Новий сезон Федір почав основним футболістом, але через безгольову серію осів у запасі до середини сезону. 9 квітня 2018 року в дербі «Динамо» вийшов на заміну на 57-й хвилині і через дві хвилини забив гол, але це не врятувало ЦСКА від домашньої поразки (1:2). 12 квітня в матчі чвертьфіналу Ліги Європи УЄФА забив свій перший гол в єврокубках, вразивши ворота лондонського «Арсеналу» (2:2). 18 квітня відзначився дублем у ворота «Амкара» (3:0). 6 травня в матчі проти тульського «Арсеналу» (6:0) оформив хет-трик протягом першого тайму.

## Виступи за збірні
2015 року дебютував у складі юнацької збірної Росії, взяв участь у 7 іграх на юнацькому рівні, відзначившись 4 забитими голами. Був учасником юнацького (U-17) чемпіонату світу у Чилі, на якому забив 3 голи і дійшов з командою до 1/8 фіналу.
З 2017 року залучався до складу молодіжної збірної Росії. На молодіжному рівні зіграв у 4 офіційних матчах, забив 1 гол.
11 травня 2018 року був включений в розширений список футболістів на домашній чемпіонат світу 2018 року.

## Статистика
Станом на 6 травня 2018 року
| Виступи           | Виступи           | Виступи           | Ліга | Ліга | Кубки | Кубки | Єврокубки | Єврокубки | Всього | Всього |
| Клуб              | Ліга              | Сезон             | Ігри | Голи | Ігри  | Голи  | Ігри      | Голи      | Ігри   | Голи   |
| ----------------- | ----------------- | ----------------- | ---- | ---- | ----- | ----- | --------- | --------- | ------ | ------ |
| ЦСКА              | Прем'єр-ліга      | 2016/17           | 15   | 6    | 1     | 0     | 2         | 0         | 18     | 6      |
| ЦСКА              | Прем'єр-ліга      | 2017/18           | 19   | 6    | 1     | 0     | 10        | 1         | 30     | 7      |
| ЦСКА              | Разом             | Разом             | 34   | 12   | 2     | 0     | 12        | 1         | 48     | 13     |
| Всього за кар'єру | Всього за кар'єру | Всього за кар'єру | 34   | 12   | 2     | 0     | 12        | 1         | 48     | 13     |

## Сім'я
Старший брат Данило — також футболіст. Навчався в Московській школі «Центр освіти 1847», нині Інженерно-технічна школа імені П. Р. Поповича.

## Досягнення

### Командні
ЦСКА
- Срібний призер чемпіонату Росії: 2016/17, 2017/18
- Володар Суперкубка Росії: 2018
- Володар Кубка Росії: 2022/23

### Особисті
- Найкращий молодий футболіст Росії: 2017 (національна премія «Перша п'ятірка»)
- Найкращий бомбардир чемпіонату Росії: 2018/19